# 三国広見
三国 広見（みくに の ひろみ、生没年不詳）は、奈良時代の貴族。姓は真人。官位は従五位下・能登守。

## 経歴
桓武朝の天応元年（781年）4月、従六位上から従五位下に叙爵されるのが史料における初見。同年5月には主油正に任ぜられる。翌延暦元年（782年）6月、越後介。同3年（784年）3月、能登守と地方官を歴任する。同4年（785年）7月に笠雄宗と役職を交替する。ところが、同年10月、謀反を誣告したという罪で、斬刑に処せられるところを、死一等を減刑して、佐渡国に配流されたという。これは同年9月の藤原種継暗殺事件と、広見配流と同月の安殿親王（のちの平城天皇）立太子の間に起こった出来事であり、種継暗殺に関係した処置と推定されている。
なお、佐渡国分寺跡から出土した文字瓦に官人像の絵と「三国真人」の署名のあるものがある。

## 官歴
『続日本紀』による。
- 時期不詳：従六位上
- 天応元年（781年）4月30日：従五位下。5月25日：主油正
- 延暦元年（782年）6月20日：越後介
- 延暦3年（784年）3月14日：能登守
- 延暦4年（785年）7月17日：散位？10月8日：流罪（佐渡国）